# Cinco grandes do futebol argentino

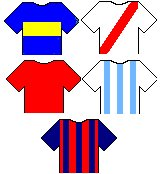
As camisas dos cinco grandes do futebol argentino.

Os cinco grandes do futebol argentino é como são chamados os clubes de futebol de maior expressão na Argentina, a saber: Boca Juniors, Independiente, Racing, River Plate e San Lorenzo de Almagro. Essa denominação começou a ser utilizada no início da era profissional e popularizou-se com o passar do tempo.

## Origem da expressão
Em 1934, quando foi fundada a Asociación del Fútbol Argentino, os clubes mais populares pressionaram para obter maior peso nas decisões da federação. Esta pressão obteve resultado em 1937 e a Asociación del Fútbol Argentino, em resolução do dia 5 de agosto, estabeleceu um sistema de voto qualificado de acordo com as seguintes regras:
- Três votos: Clubes com mais de 15 mil sócios, 20 anos de participação ininterrupta nos torneios oficiais e mínimo de dois títulos da primeira divisão;
- Dois votos: Clubes com entre 10 e 15 mil sócios ou que, não atingindo o quadro mínimo de sócios, tenham sido campeões e tenham longevidade mínima de 20 anos na primeira divisão;
- Um voto: Clubes que não atingem os requisitos anteriores.

Os únicos clubes que atingiram todos os requisitos do primeiro grupo e, assim, tiveram peso 3 na AFA foram Boca Juniors, Independiente, Racing, River Plate e San Lorenzo de Almagro. Ali surgiu a denominação dos “cinco grandes” que se popularizou com o tempo. Todos os jogos entre estas equipes são chamados “clássicos”. A respeito Julio Frydenberg escreveu:

Na década de 20 o futebol argentino era um caos total para todos os atores do fenômeno social. Com a ideia que a evolução do espetáculo precisava de um campeonato de poucos e grandes, os mais poderosos, por seu quadro social e de bilheteria, tomaram a dianteira e fundaram sua própria Federação: a Liga Argentina de Football. A profissionalização, definitiva, tratava disso: que houvesse relativamente poucos times grandes e ricos. E os cinco grandes o são desde fins da década de 10. Assim, a tendência do espetáculo foi concentrar tudo nos mais importantes.— Julio Frydenberg, historiador argentino, no Diário Página 12.

## Fatores na atualidade

### Títulos (amadores, profissionais e internacionais)

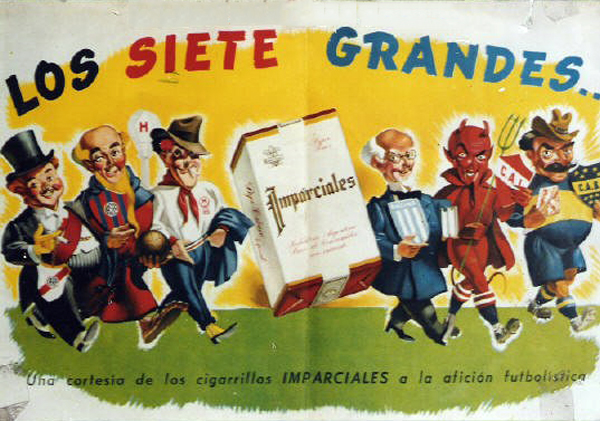
Propaganda dos cigarros Imparciales que coloca o Huracán entre os grandes

Todos os campeonatos oficiais excluindo taças rioplatenses de acordo com o Canchallena do Diário La Nación.
| Clube         | Nacionais | Taças Domésticas | Internacionais | Total |
| ------------- | --------- | ---------------- | -------------- | ----- |
| Boca Juniors  | 35        | 17               | 18             | 70    |
| River Plate   | 38        | 16               | 12             | 66    |
| Independiente | 16        | 9                | 18             | 43    |
| Racing        | 18        | 15               | 5              | 38    |
| San Lorenzo   | 15        | 2                | 3              | 20    |

### Quantidade de torcedores

#### Pesquisa do Consultora Equis (2012)
Pesquisa realizada em 2012 pela consultoria Equis em todo o país. Difundida na transmissão oficial "Futebol Para Todos".
| Clube         | Metropolitana | Pampeana | Patagónica | Cuyana | Noroeste | Nordeste | Total |
| ------------- | ------------- | -------- | ---------- | ------ | -------- | -------- | ----- |
| Boca Juniors  | 40,4%         | 33,8%    | 44,1%      | 44,7%  | 35,0%    | 47,7%    | 40,4% |
| River Plate   | 29,9%         | 28,5%    | 39,8%      | 40,7%  | 37,6%    | 39,0%    | 32,6% |
| Independiente | 7,0%          | 4,9%     | 3,8%       | 5,7%   | 5,3%     | 4,0%     | 5,5%  |
| Racing        | 5,5%          | 2,9%     | 4,0%       | 3,1%   | 4,6%     | 4,8%     | 4,2%  |
| San Lorenzo   | 6,9%          | 2,3%     | 3,8%       | 3,0%   | 2,0%     | 3,0%     | 3,9%  |

#### Pesquisa do Registro Nacional del Hincha (2012)
"Registro Nacional de Hinchas (Torcedores)". Grande votação via web no qual participaram mais de 200 mil pessoas em todo o país. Foi necessário comprar uma chave para enviar um voto.
| Clube         | Quantidade | Percentagem |
| ------------- | ---------- | ----------- |
| Boca Juniors  | 67.859     | 25,5%       |
| River Plate   | 40.312     | 15,1%       |
| Independiente | 18.088     | 6,8%        |
| Racing        | 15.755     | 5,9%        |
| San Lorenzo   | 13.078     | 4,9%        |

#### Pesquisa do Gran DT (2009)
O "Grande DT" é um concurso em linha onde o jogador constrói uma equipe e ganhar pontos com base no desempenho de seus jogadores em jogos do campeonato. Ao registrar um é questionado sobre suas preferências.
| Clube         | Percentagem |
| ------------- | ----------- |
| Boca Juniors  | 34,3%       |
| River Plate   | 24,1%       |
| Independiente | 6,8%        |
| San Lorenzo   | 4,9%        |
| Racing        | 4,5%        |

#### Pesquisa do Secretaría de Medios (2006)
Levantamento feito pelo "Secretário de Mídia" nas grandes cidades.
| Clube         | Percentagem |
| ------------- | ----------- |
| Boca Juniors  | 41,5%       |
| River Plate   | 31,8%       |
| Independiente | 4,8%        |
| San Lorenzo   | 3,3%        |
| Racing        | 3,2%        |

#### Pesquisa do El Gráfico (1998)
Levantamento feito pelo "El Gráfico" nas grandes cidades.
| Clube         | Percentagem |
| ------------- | ----------- |
| Boca Juniors  | 31,2%       |
| River Plate   | 30,0%       |
| Independiente | 7,5%        |
| Racing        | 6,3%        |
| San Lorenzo   | 4,2%        |

### Sócios (público não pagante)
Número de sócios dos clubes, incluindo não pagantes.
| Clube         | Total   |
| ------------- | ------- |
| River Plate   | 146.000 |
| Boca Juniors  | 120.500 |
| Independiente | 102.000 |
| Racing        | 70.000  |
| San Lorenzo   | 70.000  |

### Bilhetes (público pagante)

#### Era profissional (1931 - 2009)
Bilhetes vendidos em média por jogo na era profissional.
| Clube         | Média  |
| ------------- | ------ |
| Boca Juniors  | 17.447 |
| River Plate   | 16.279 |
| San Lorenzo   | 11.585 |
| Racing        | 11.428 |
| Independiente | 11.180 |

#### Torneios curtos (1991 - 2004)
Bilhetes vendidos em média por jogo nos campeonatos Apertura e Clausura.
| Clube         | Média  |
| ------------- | ------ |
| Boca Juniors  | 16.497 |
| River Plate   | 14.433 |
| Racing        | 8.444  |
| Independiente | 8.041  |
| San Lorenzo   | 7.616  |

## Crescimento do poderio
Desde a origem da liga amadora em 1891 até a organização da liga profissional em 1931, os cinco maiores vencedores foram Alumni (10), Racing (9), Boca Juniors (6), Lomas Athletic (5) y Huracán (4). Destes, somente Racing, Boca Juniors e Huracán continuariam na era profissional: o Alumni se dissolveu em 1911 e o Lomas abandonou a liga em 1909.
Desde o início do profissionalismo, em 1931, os chamados “cinco grandes” controlam a AFA e estabeleceram em 1937 uma estrutura na qual têm sobressalência.
Em 1939 se afiliaram à AFA os principais times de Rosário: Newell's Old Boys e Rosario Central. Mais tarde, outras equipes do interior do País o fariam: Unión (1940) e Colón (1948), ambos de Santa Fé.
Nos primeiros trinta e cinco anos da liga profissional, nenhum time fora dos “cinco grandes” venceu um campeonato da primeira divisão. Neste ínterim, os vencedores foram River Plate (12), Boca Juniors (10), Racing (6), Independiente (5) y San Lorenzo de Almagro (4).
Em 1967, o Estudiantes de La Plata rompeu esta hegemonia vencendo o Campeonato Metropolitano 1967. No mesmo ano, a AFA criou o Campeonato Nacional, possibilitando a entrada de equipes de todas as províncias, incluindo times de Córdoba, outro dos grandes centros urbanos e futebolísticos que existem no país. Desde então, várias outras equipes de fora do grupo dos “cinco grandes” venceram campeonatos nacionais.
Atualmente, a expressão “os cinco grandes” sobrevive com força na cultura e jargão futebolístico argentinos, com a intenção inequívoca de se referir a Boca Juniors, Independiente, Racing, River Plate e San Lorenzo de Almagro.

## Torneio Pentagonal de Verão
De 2001 a 2009, se realizou o Torneio Pentagonal de Verão, uma competição amistosa entre os “cinco grandes” que acontecia em janeiro e fevereiro, pré-temporada entre Apertura e Clausura, nos principais polos turísticos da Argentina.

## O sexto grande

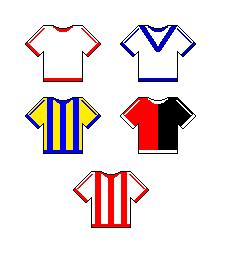
Huracán, Vélez Sársfield, Rosario Central, Newell's Old Boys e Estudiantes de La Plata: os cinco postulantes no debate à posição de "sexto grande".

Com o passar do tempo surgiram sugestões de especialistas, jornalistas e torcedores para incluir mais times no grupo dos grandes. Esta discussão é popularmente conhecida como o “debate do sexto grande”, mas não se limita a uma equipe, e sim a um grupo de times com grandeza suficiente para reclamar espaço entre os considerados “grandes”.
Não há consenso sobre quais seriam os fatores a se levar em conta para dizer se tal clube pode ou não ser considerado grande, nem sobre a maior ou menor importância que este ou aquele fator teria nas discussões entre torcedores. Dentre estes, os que se citam como mais relevantes são: número de títulos nacionais e internacionais, quantidade de sócios, público pagante total, reconhecimento da condição de “grande” por outros torcedores e perenidade na primeira divisão.
Basicamente pode se dizer que outros cinco times reclamam reconhecimento entre os “grandes”: Estudiantes de La Plata, Huracán, Newell's, Rosario Central e Vélez Sársfield. Vários estudos, enquetes e pesquisas de diferentes classes levaram a estes clubes em posições para reclamarem para si a condição de grande.

### Títulos (amadores, profissionais e internacionais)
Todos os campeonatos oficiais excluindo taças rioplatenses de acordo Canchallena do Diário La Nación.
| Clube           | Nacionais | Taças Domésticas | Internacionais | Total |
| --------------- | --------- | ---------------- | -------------- | ----- |
| Vélez Sarsfield | 11        | 1                | 5              | 17    |
| Estudiantes     | 6         | 5                | 6              | 17    |
| Huracán         | 5         | 8                | 0              | 13    |
| Rosario Central | 4         | 7                | 1              | 12    |
| Newell's        | 6         | 3                | 0              | 9     |

### Quantidade de torcedores

#### Pesquisa do Consultora Equis (2012)
Pesquisa realizada em 2012 pela consultoria Equis em todo o país. Difundida na transmissão oficial "Futebol Para Todos".
| Clube           | Metropolitana | Pampeana | Patagónica | Cuyana | Noroeste | Nordeste | Total |
| --------------- | ------------- | -------- | ---------- | ------ | -------- | -------- | ----- |
| Rosario Central | 0,2%          | 4,6%     | 0,1%       | 1,0%   | 1,4%     | 0,0%     | 1,7%  |
| Estudiantes     | 0,1%          | 4,2%     | 0,5%       | 0,0%   | 0,0%     | 0,0%     | 1,5%  |
| Newell's        | 0,0%          | 3,5%     | 0,1%       | 0,0%   | 0,0%     | 0,0%     | 1,2%  |
| Vélez Sarsfield | 2,6%          | 0,1%     | 0,3%       | 0,0%   | 0,0%     | 0,0%     | 1,1%  |
| Huracán         | 1,4%          | 0,0%     | 0,5%       | 0,3%   | 0,5%     | 0,0%     | 0,6%  |

### Sócios (público não pagante)
Número de socios dos clubes.
| Clube           | Total  |
| --------------- | ------ |
| Rosario Central | 54.000 |
| Newell's        | 50.000 |
| Vélez Sarsfield | 49.000 |
| Estudiantes     | 40.000 |
| Huracán         | 13.000 |

### Bilhetes (público pagante)

#### Era profissional (1931 - 2009)
Bilhetes vendidos em média por jogo no era profissional.
| Clube           | Média |
| --------------- | ----- |
| Huracán         | 7.668 |
| Vélez Sarsfield | 7.473 |
| Rosario Central | 7.241 |
| Newell's        | 7.106 |
| Estudiantes     | 6.480 |

## Ligação externa
- Capitais do futebol: Buenos Aires, orgulhosamente bairrista.